# Gabriela Isler

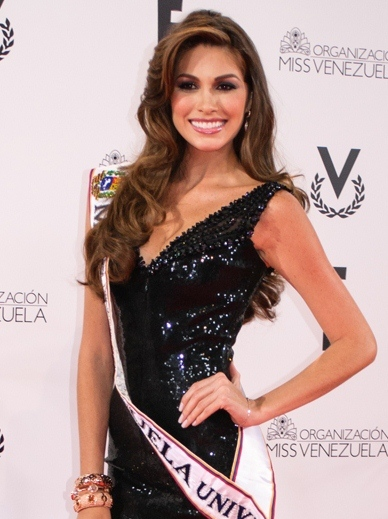
Gabriela Isler (2013)

María Gabriela de Jesús Isler Morales (* 21. April 1988 in Valencia, Venezuela) ist eine venezolanische Schönheitskönigin mit schweizerischen und deutschen Wurzeln. 2012 wurde sie zur Miss Venezuela gewählt und im Jahr darauf zur Miss Universe gekrönt. Sie arbeitet auch als Model.

## Leben
María Gabriela Isler wuchs in Maracay auf und absolvierte dort ihr Bachelorstudium in Management und Marketing. Sie ist Schweizer Doppelbürgerin. Ihr Großvater Jean Isler stammte aus Lausanne und wanderte vor 50 Jahren nach Caracas aus, wo er eine Deutsche heiratete.
Am 30. August 2012 gewann sie als Vertreterin ihres Bundesstaates Guárico gegen 23 weitere Finalistinnen den Titel Miss Venezuela, außerdem den Titel Miss Elegancia.
Isler wurde am 9. November 2013 im dritten Pavillon der Crocus City in Krasnogorsk in der Oblast Moskau zur Miss Universe gewählt. Damit war sie die dritte aus Venezuela stammende Titelträgerin innerhalb von sechs Jahren.